# 교하읍
교하읍(交河邑)은 2002년 4월부터 2011년 7월까지 경기도 파주시에 존재했던 읍이었다. 2011년 7월 교하읍 일원이 4개의 행정동으로 분동되면서 폐지되었다.
면적은 57.9km2이고, 인구는 분동되기 전 마지막인 2011년 6월 기준으로 120,295명이었다.
이 지역은 교하지구와 운정신도시로 구분하기도 한다.

## 유래
이 지역의 명칭은 읍의 서쪽에서 흐르는 한강과 북동쪽에서 흐르는 임진강이 이 지역에서 합류하여 서해로 들어가기 때문에 생긴 것이다. 변천과정을 살펴보면 고구려 시대 당시 "천정구현"이라 불렀는데 신라 경덕왕 시절에 교하군으로 개칭되었다. 원래 교하군이 교하동, 운정동, 금촌동, 탄현면의 행정구역을 묶었지만 1914년에 4개의 면으로 분할되어 파주군과 통합되었고 1934년쯤 조선총독부 경기도령 제4호에 따라 와석면과 청석면 일원을 합쳐서 교하면으로 개칭되었다가 2002년 4월 1일에 파주시 조례에 따라 교하읍으로 승격되었다.

## 역사
- 1914년 4월 1일 : 교하군을 파주군에 편입하였다. 와동면(瓦洞面), 지석면(支石面)을 와석면으로, 청암면(靑巖面), 석곶면(石串面)을 청석면으로 합면하였다.[3] (와석면: 7리, 청석면: 9리)
- 1934년 4월 1일 : 와석면(瓦石面), 청석면(靑石面)을 교하면으로 합면하였다.[4] (16리)
- 1996년 3월 1일 : 파주군을 파주시로 승격하였다.[5]
- 2002년 4월 1일 : 교하면을 교하읍으로 승격하였다.[6]
- 2011년 7월 25일 : 교하읍을 폐지하고, 교하읍 지역이 교하동, 운정1동, 운정2동, 운정3동으로 분리되었다.[7]

| 파주시 조례 제975호 |             | |
| 구 행정구역         | 신 행정구역 | 법정동 |
| 교하읍              | 교하동      | 교하동(일부), 하지석동, 당하동(일부), 목동동(일부), 동패동(일부), 문발동, 산남동, 서패동, 신촌동, 송촌동, 연다산동, 오도동, 다율동(일부) |
| 교하읍              | 운정1동     | 교하동(일부), 상지석동, 당하동(일부), 와동동(일부), 야당동(일부)                                                                         |
| 교하읍              | 운정2동     | 와동동(일부), 다율동(일부), 목동동(일부), 야당동(일부)                                                                                   |
| 교하읍              | 운정3동     | 야당동(일부), 동패동(일부), 목동동(일부)                                                                                                 |

## 행정 구역
16개 법정리, 59개 행정리, 748개 반으로 구성되어 있었다.

### 법정리
교하리, 야당리, 다율리, 오도리, 상지석리, 산남리, 동패리, 당하리, 문발리, 송촌리, 목동리, 하지석리, 서패리, 신촌리, 연다산리, 와동리

## 주요 기관

### 관공서
- 교하읍사무소

### 교육 기관
- 교하초등학교
- 해솔초등학교
- 지산초등학교
- 한가람초등학교
- 와동초등학교
- 운광초등학교
- 가온초등학교
- 한빛초등학교
- 청암초등학교
- 와석초등학교
- 석곶초등학교
- 청석초등학교
- 용수초등학교
- 문발초등학교
- 심학초등학교
- 두일중학교
- 지산중학교
- 해솔중학교
- 한가람중학교
- 한빛중학교
- 교하고등학교
- 동패고등학교

## 교통

### 도로
- 국도 제77호선 (자유로)
- 국가지원지방도 제56호선 (파주로)
- 지방도 제357호선 (제2자유로)
- 지방도 제359호선 (경의로)

### 철도
- 수도권 전철 경의선 운정역, 야당역

## 같이 보기
- 교하군
- 파주출판도시
- 운정신도시